# Det islandske højland
Det islandske højland dækker det meste af de indre områder af Island. Det ligger stort set i en højde over 400-500 meter og er stort set ikke beboet. Området får ganske lidt regn eller sne og nedbøren bliver ikke længe på bakken. Området er derfor hovedsagelig en ørken med grå, sort eller brun jord, lava og vulkansk aske. Et par oaselignende områder, som Herðubreiðarlindir nær Askja ligger nær elverne.
Islændingerne deler højlandet op i:
- Háls, som er brede fjeldrygge mellem dalene, sådansom den nær Langavatn nord for Borgarnes; eller
- Heiði, som er det virkelige højland, som det er langs vejen Sprengisandur.

De fleste af de mange isbræene, som Vatnajökull, Langjökull og Hofsjökull, er en del af Det islandske højland. Vegetation findes stort set kun langs smeltevandselvene. Det er også fare for jøkelløb.
Store dele af højlandet har vulkansk aktivitet, som Landmannalaugar og området omkring Askja og Herðubreið.
Højlandet kan kun krydses om sommeren (juni til august). Resten af året er vejene lukkede. De mest kendte veje i højlandet er Kaldidalur, Kjölur og Sprengisandur. De fleste af vejene kræver firehjulstrukne køretøjer for at krydse elvene. Kjölur kan derimod bruges af normale biler og er derfor en populær rute.

## Eksterne lhenvisninger
- Billede fra www.islandsmyndir.is Arkiveret 20. april 2004 hos  Wayback Machine
- Vejforhold Arkiveret 7. maj 2015 hos  Wayback Machine

64°50′N 18°07′V / 64.84°N 18.11°V